# Feistritz im Rosental
Feistritz im Rosental (slovenska: Bistrica v Rožu) är en ort och kommun i Österrike. Den ligger i distriktet Klagenfurt-Land i förbundslandet Kärnten, i den södra delen av landet, 250 km sydväst om huvudstaden Wien. Kommunen gränsar i söder till Slovenien.
Kommunen består av åtta orter (Ortschaften) (inom parentes invånarantal 1 januari 2024):
- Bärental (5)
- Feistritz im Rosental (1 009)
- Hundsdorf (108)
- Matschach (120)
- Rabenberg (10)
- St. Johann im Rosental (274)
- Suetschach (632)
- Weizelsdorf (375)